# Sopot Open 2001 - Qualificazioni singolare maschile
Le qualificazioni del torneo di singolare maschile del Sopot Open 2001 sono state un torneo di tennis preliminare per accedere alla fase finale della manifestazione. I vincitori dell'ultimo turno sono entrati di diritto nel tabellone principale. In caso di ritiro di uno o più giocatori aventi diritto a questi sono subentrati i lucky loser, ossia i giocatori che hanno perso nell'ultimo turno ma che avevano una classifica più alta rispetto agli altri partecipanti che avevano comunque perso nel turno finale.
Le qualificazioni del torneo Sopot Open 2001 prevedevano 32 partecipanti di cui 4 sono entrati nel tabellone principale.

## Teste di serie
1. Irakli Labadze (Qualificato)
2. Juan Antonio Marín (Qualificato)
3. Jurij Ščukin (Qualificato)
4. Oscar Serrano-Gamez (Qualificato)

1. Patricio Arquez (secondo turno)
2. František Čermák (ultimo turno)
3. Ivan Beros (secondo turno)
4. Todor Enev (ultimo turno)

## Qualificati
1. Irakli Labadze
2. Juan Antonio Marín

1. Jurij Ščukin
2. Oscar Serrano-Gamez

## Tabellone

### Legenda
| - Q = Qualificato - WC = Wild card - LL = Lucky loser | - ALT = Alternate - SE = Special Exempt - PR = Protected Ranking | - w/o = Walkover - r = Ritirato - d = Squalificato |

### Sezione 1
|  | Primo turno      | Primo turno      | Primo turno      | Primo turno | Primo turno |  |  | Secondo turno | Secondo turno    | Secondo turno    | Secondo turno    | Secondo turno    |   |   | Ultimo turno | Ultimo turno   | Ultimo turno   | Ultimo turno | Ultimo turno |  |
|  |                  |                  |                  |             |             |  |  |               |                  |                  |                  |                  |   |   |              |                |                |              |              |  |
|  |                  |                  |                  |             |             |  |  |               |                  |                  |                  |                  |   |   |              |                |                |              |              |  |
|  |                  |                  |                  |             |             |  |  | 1             | Irakli Labadze   | Irakli Labadze   | 6                | 6                |   |   |              |                |                |              |              |  |
|  | Filip Urban      | Filip Urban      | Filip Urban      | 6           | 6           |  |  |               | Filip Urban      | Filip Urban      | 1                | 2                |   |   |              |                |                |              |              |  |
|  | Tomasz Bednarek  | Tomasz Bednarek  | Tomasz Bednarek  | 2           | 2           |  |  |               |                  |                  |                  |                  |   |   | 1            | Irakli Labadze | Irakli Labadze | 6            | 6            |  |
|  | Maciej Dilaj     | Maciej Dilaj     | Maciej Dilaj     | 6           | 6           |  |  |               |                  | 6                | František Čermák | František Čermák | 2 | 1 |              |                |                |              |              |  |
|  | Lukasz Kaczmarek | Lukasz Kaczmarek | Lukasz Kaczmarek | 1           | 3           |  |  |               | Maciej Dilaj     | Maciej Dilaj     | 4                | 2                |   |   |              |                |                |              |              |  |
|  |                  |                  |                  |             |             |  |  | 6             | František Čermák | František Čermák | 6                | 6                |   |   |              |                |                |              |              |  |
|  |                  |                  |                  |             |             |  |  |               |                  |                  |                  |                  |   |   |              |                |                |              |              |  |

### Sezione 2
|  | Primo turno         | Primo turno         | Primo turno         | Primo turno | Primo turno |  |  | Secondo turno | Secondo turno       | Secondo turno       | Secondo turno  | Secondo turno  |   |   | Ultimo turno | Ultimo turno       | Ultimo turno       | Ultimo turno | Ultimo turno |  |
|  |                     |                     |                     |             |             |  |  |               |                     |                     |                |                |   |   |              |                    |                    |              |              |  |
|  |                     |                     |                     |             |             |  |  |               |                     |                     |                |                |   |   |              |                    |                    |              |              |  |
|  |                     |                     |                     |             |             |  |  | 2             | Juan Antonio Marín  | Juan Antonio Marín  | 7              | 6              |   |   |              |                    |                    |              |              |  |
|  | Mariusz Fyrstenberg | Mariusz Fyrstenberg | Mariusz Fyrstenberg | 6           | 6           |  |  |               | Mariusz Fyrstenberg | Mariusz Fyrstenberg | 64             | 4              |   |   |              |                    |                    |              |              |  |
|  | Maciej Domka        | Maciej Domka        | Maciej Domka        | 4           | 4           |  |  |               |                     |                     |                |                |   |   | 2            | Juan Antonio Marín | Juan Antonio Marín | 6            | 6            |  |
|  | Jedrzej Zarski      | Jedrzej Zarski      | Jedrzej Zarski      | 6           | 6           |  |  |               |                     |                     | Jedrzej Zarski | Jedrzej Zarski | 2 | 0 |              |                    |                    |              |              |  |
|  | Pawel Wykrzykowski  | Pawel Wykrzykowski  | Pawel Wykrzykowski  | 0           | 3           |  |  |               | Jedrzej Zarski      | Jedrzej Zarski      | 7              | 6              |   |   |              |                    |                    |              |              |  |
|  |                     |                     |                     |             |             |  |  | 5             | Patricio Arquez     | Patricio Arquez     | 64             | 1              |   |   |              |                    |                    |              |              |  |
|  |                     |                     |                     |             |             |  |  |               |                     |                     |                |                |   |   |              |                    |                    |              |              |  |

### Sezione 3
|  | Primo turno           | Primo turno           | Primo turno           | Primo turno | Primo turno |  |  | Secondo turno | Secondo turno     | Secondo turno     | Secondo turno    | Secondo turno    |   |   | Ultimo turno | Ultimo turno | Ultimo turno | Ultimo turno | Ultimo turno |  |
|  |                       |                       |                       |             |             |  |  |               |                   |                   |                  |                  |   |   |              |              |              |              |              |  |
|  |                       |                       |                       |             |             |  |  |               |                   |                   |                  |                  |   |   |              |              |              |              |              |  |
|  |                       |                       |                       |             |             |  |  | 3             | Jurij Ščukin      | Jurij Ščukin      | 6                | 7                |   |   |              |              |              |              |              |  |
|  | Gustavo Marcaccio     | Gustavo Marcaccio     | Gustavo Marcaccio     | 6           | 6           |  |  |               | Gustavo Marcaccio | Gustavo Marcaccio | 3                | 5                |   |   |              |              |              |              |              |  |
|  | Krzysztof Michalowski | Krzysztof Michalowski | Krzysztof Michalowski | 4           | 2           |  |  |               |                   |                   |                  |                  |   |   | 3            | Jurij Ščukin | Jurij Ščukin | 6            | 6            |  |
|  | Michal Gawlowski      | Michal Gawlowski      | Michal Gawlowski      | 7           | 6           |  |  |               |                   |                   | Michal Gawlowski | Michal Gawlowski | 3 | 1 |              |              |              |              |              |  |
|  | David Škoch           | David Škoch           | David Škoch           | 63          | 2           |  |  |               | Michal Gawlowski  | Michal Gawlowski  | 6                | 6                |   |   |              |              |              |              |              |  |
|  |                       |                       |                       |             |             |  |  | 7             | Ivan Beros        | Ivan Beros        | 1                | 3                |   |   |              |              |              |              |              |  |
|  |                       |                       |                       |             |             |  |  |               |                   |                   |                  |                  |   |   |              |              |              |              |              |  |

### Sezione 4
|  | Primo turno      | Primo turno       | Primo turno       | Primo turno | Primo turno |  |  | Secondo turno | Secondo turno       | Secondo turno       | Secondo turno | Secondo turno |   |   | Ultimo turno | Ultimo turno        | Ultimo turno        | Ultimo turno | Ultimo turno |  |
|  |                  |                   |                   |             |             |  |  |               |                     |                     |               |               |   |   |              |                     |                     |              |              |  |
|  |                  |                   |                   |             |             |  |  |               |                     |                     |               |               |   |   |              |                     |                     |              |              |  |
|  |                  |                   |                   |             |             |  |  | 4             | Oscar Serrano-Gamez | Oscar Serrano-Gamez | 7             | 6             |   |   |              |                     |                     |              |              |  |
|  | David Rikl       | David Rikl        | David Rikl        | 6           | 6           |  |  |               | David Rikl          | David Rikl          | 63            | 2             |   |   |              |                     |                     |              |              |  |
|  | Krzysztof Kwinta | Krzysztof Kwinta  | Krzysztof Kwinta  | 4           | 4           |  |  |               |                     |                     |               |               |   |   | 4            | Oscar Serrano-Gamez | Oscar Serrano-Gamez | 6            | 6            |  |
|  | Łukasz Kubot     | Łukasz Kubot      | Łukasz Kubot      | 6           | 6           |  |  |               |                     | 8                   | Todor Enev    | Todor Enev    | 0 | 1 |              |                     |                     |              |              |  |
|  | Tomasz Borucki   | Tomasz Borucki    | Tomasz Borucki    | 2           | 2           |  |  |               | Łukasz Kubot        | Łukasz Kubot        | 1             | 4             |   |   |              |                     |                     |              |              |  |
|  | 8                | Todor Enev        | Todor Enev        | 6           | 6           |  |  | 8             | Todor Enev          | Todor Enev          | 6             | 6             |   |   |              |                     |                     |              |              |  |
|  |                  | Andrzej Grusiecki | Andrzej Grusiecki | 0           | 2           |  |  |               |                     |                     |               |               |   |   |              |                     |                     |              |              |  |